# ピエタ (ジョッティーノ)

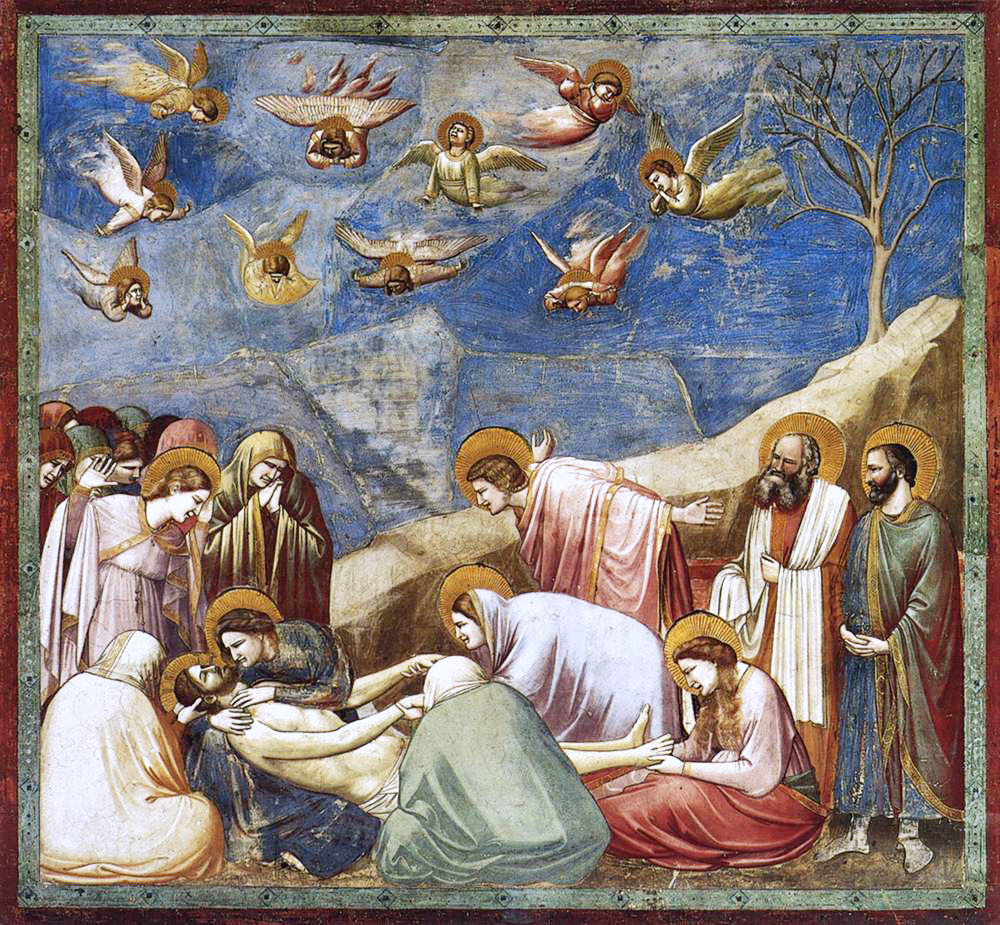
ジョット・ディ・ボンド―ネ『キリストの哀悼』、1303-1305年、フレスコ、スクロヴェーニ礼拝堂 (パドヴァ)

『サン・レミジオのピエタ 』（伊: Pietà di San Remigio）は、イタリアの画家ジョッティーノ（1320/30年頃-1369年以降）が1360年から1365年頃に制作した絵画である。フィレンツェのサン・レミジオ聖堂にあったが、1851年にフィレンツェのウフィツィ美術館に移された。
『画家・彫刻家・建築家列伝』を著したジョルジョ・ヴァザーリは、誤ってこの作品をジョット・ディ・ボンドーネの弟子であるマーゾ・ディ・バンコに帰属したが、イタリアの美術史家ロベルト・ロンギがジョッティーノに帰属した。
左手には、この作品を寄贈したベネディクト会派の尼僧と当代の衣装に身を包んだ若い女性が跪いている。尼僧の後ろには聖ベネディクト、若い女性の後ろには聖レミギウスが女性2人の守護聖人として頭部に手を置き、キリストの哀悼の場面に引き合わせている。
ジョッティーノの『ピエタ』はジョットの『キリストの哀悼』(パドヴァ、スクロヴェーニ礼拝堂) の構図を左右反転した形で、もとにしている。